# Les Cathédrales de France
Les Cathédrales de France est un ouvrage d'Auguste Rodin publié en 1914.

## Caractéristiques de l’œuvre
Dans cet ouvrage, le sculpteur se fait le défenseur des cathédrales qui furent, selon lui, négligées avant le XIXe siècle. L'auteur exprime avec lyrisme son respect et son amour pour les grands édifices gothiques : la collégiale Notre-Dame-du-Fort d'Étampes, la collégiale Notre-Dame de Mantes-la-Jolie, les cathédrales de Nevers, Amiens, Le Mans, Soissons, Reims, Laon, Chartres, Notre-Dame de Paris.
À l'émerveillement, se joint la finesse des observations du grand sculpteur qu'il était. Cet essai qui demeure parmi les plus beaux textes écrits sur le sujet, nous révèle que les cathédrales ont été pour Rodin une source essentielle de connaissance et d'inspiration. 
Publié pour la première fois en 1914 par la librairie Armand Colin avec une introduction de Charles Morice, l'ouvrage a été réédité en 1983 par les Éditions Denoël.

## Publication
- Les Cathédrales de France, Paris, Armand Colin, 1914 (lire sur Gallica - lire sur Wikisource)